# 南米特罗维察市镇
南米特罗维察市镇（羅馬化：Opština Južna Mitrovica），是科索沃米特羅維察區的一个市镇，行政中心为米特罗维察。市镇总面积为350平方公里，人口数量为84,235人（2011年）。
2013年北科索沃危机之后，原米特罗维察市镇一分为二，北部成立了已塞族为主的北米特罗维察市镇，位于南部的大部分区域则命名为南米特罗维察市镇。